# Easthampton (Massachusetts)
Easthampton – miasto w Stanach Zjednoczonych, w stanie Massachusetts, w hrabstwie Hampshire.

## Religia
- Parafia Najświętszego Serca Pana Jezusa